# Le Prince de Pennsylvanie
 (mai 2024).
Pour plus de détails, voir Fiche technique et Distribution.
Le Prince de Pennsylvanie (The Prince of Pennsylvania) est un film américain réalisé par Ron Nyswaner, sorti en 1988.

## Fiche technique
- Titre original : The Prince of Pennsylvania
- Titre français : Le Prince de Pennsylvanie
- Réalisation et scénario : Ron Nyswaner
- Photographie : Frank Prinzi
- Montage : William Scharf
- Musique : Thomas Newman
- Production : David Brown, Michael Tolkin et Nick Wechsler
- Pays d'origine : États-Unis
- Format : Couleurs - 1,85:1 - Mono
- Genre : Comédie dramatique
- Durée : 90 minutes
- Date de sortie : 1988

## Distribution
- Fred Ward : Gary Marshetta
- Keanu Reeves : Rupert Marshetta
- Bonnie Bedelia : Pam Marshetta
- Amy Madigan : Carla Headlee
- Jay O. Sanders : Trooper Joe
- Jeff Hayenga : Jack Sike
- Tracey Ellis : Lois Sike
- Joseph de Lisi : Roger Marshetta
- Kari Keegan : la motarde